# Coronosaurus
Genre
Espèce
Coronosaurus est un genre de dinosaures ornithischiens de la famille des cératopsidés, représenté par une seule espèce, Coronosaurus brinkmani, à l'origine classée au sein du genre Centrosaurus.
Ses restes ont été retrouvés dans la formation d'Oldman, en Alberta. Ils sont datés du Campanien (entre 83,5 ± 0,7 et 70,6 ± 0,6 Ma), étage stratigraphique du Crétacé supérieur.